# スーパーオキシドディスムターゼ

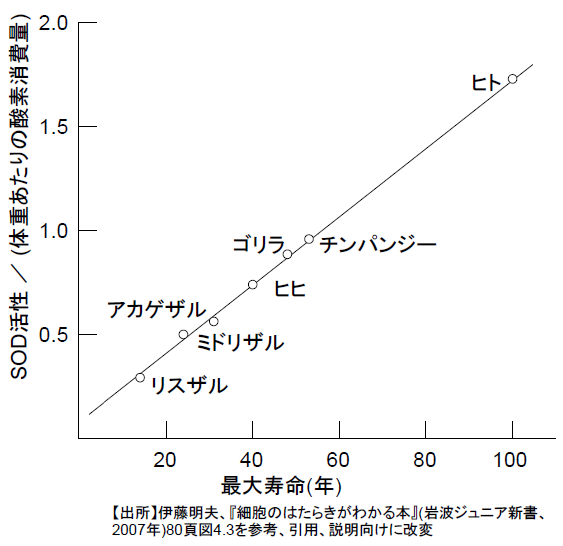
SOD活性と寿命との関係

スーパーオキシドディスムターゼ (Superoxide dismutase, SOD) は、細胞内に発生した活性酸素を分解する酵素である。酸素消費量に対するSODの活性の強さと、寿命に相関があると言われるが、これは体重に対して消費する酸素の量が多い動物種ほど寿命が短くなるはずのところを、SODが活性酸素を分解することで寿命を延ばしているとするものであり、動物の中でも霊長類、とくにヒトはSODの活性の高さが際立ち、ヒトが長寿である原因のひとつとされている。
SODは、スーパーオキシドアニオン（・O2-）を酸素と過酸化水素へ不均化する酸化還元酵素である。活性中心に銅(II)イオンと亜鉛(II)イオン(Cu, ZnSOD)、またはマンガン(III)イオン(MnSOD)や鉄(III) イオン(FeSOD)のように二価または三価の金属イオンを持った酵素で、細胞質（Cu, ZnSOD) やミトコンドリア（MnSOD)に多く局在している。酸化ストレスを減少させる役割を持つ。最近、ニッケルを持つ酵素(NiSOD)も発見されている。生成した過酸化水素はカタラーゼやペルオキシダーゼなどによって分解される。
がん細胞では活性酸素が高頻度に産生されており、SODの阻害に感受性を示す場合があるため、抗がん剤の標的として研究が行われている。

## 反応
SODの触媒機能による活性酸素の分解反応の半反応式は以下の通りである。
- {\displaystyle {\ce {M^{({\mathit {n}}{+}1)}^{+}{-}SOD{+}O2^{-}->M^{{\mathit {n}}+}{-}SOD{+}O2}}}
- {\displaystyle {\ce {M^{{\mathit {n}}+}{-}SOD\ +O2^{-}{+}2H^{+}->M^{({\mathit {n}}{+}1)}^{+}{-}SOD{+}H2O2}}}

ここで言うMは次のとおり。M = Cu (n=1) ; Mn (n=2) ; Fe (n=2) ; Ni (n=2)
この反応で、金属カチオンの酸化状態はnとn+1の間を変動している。
これらの半反応式をまとめると、以下の反応式で表される。
- {\displaystyle {\ce {2O2^- {+}2H^+ -> O2 {+}H2O2}}}

## 類型

### 一般
Irwin FridovichとJoe M. McCordによって発見されたSOD酵素群は以前、未知の機能をもつ金属タンパク質と考えられていた。SODにはいくつかの類型があり、それらタンパク質には銅や亜鉛、マンガン、鉄またはニッケルが補因子として含まれる。

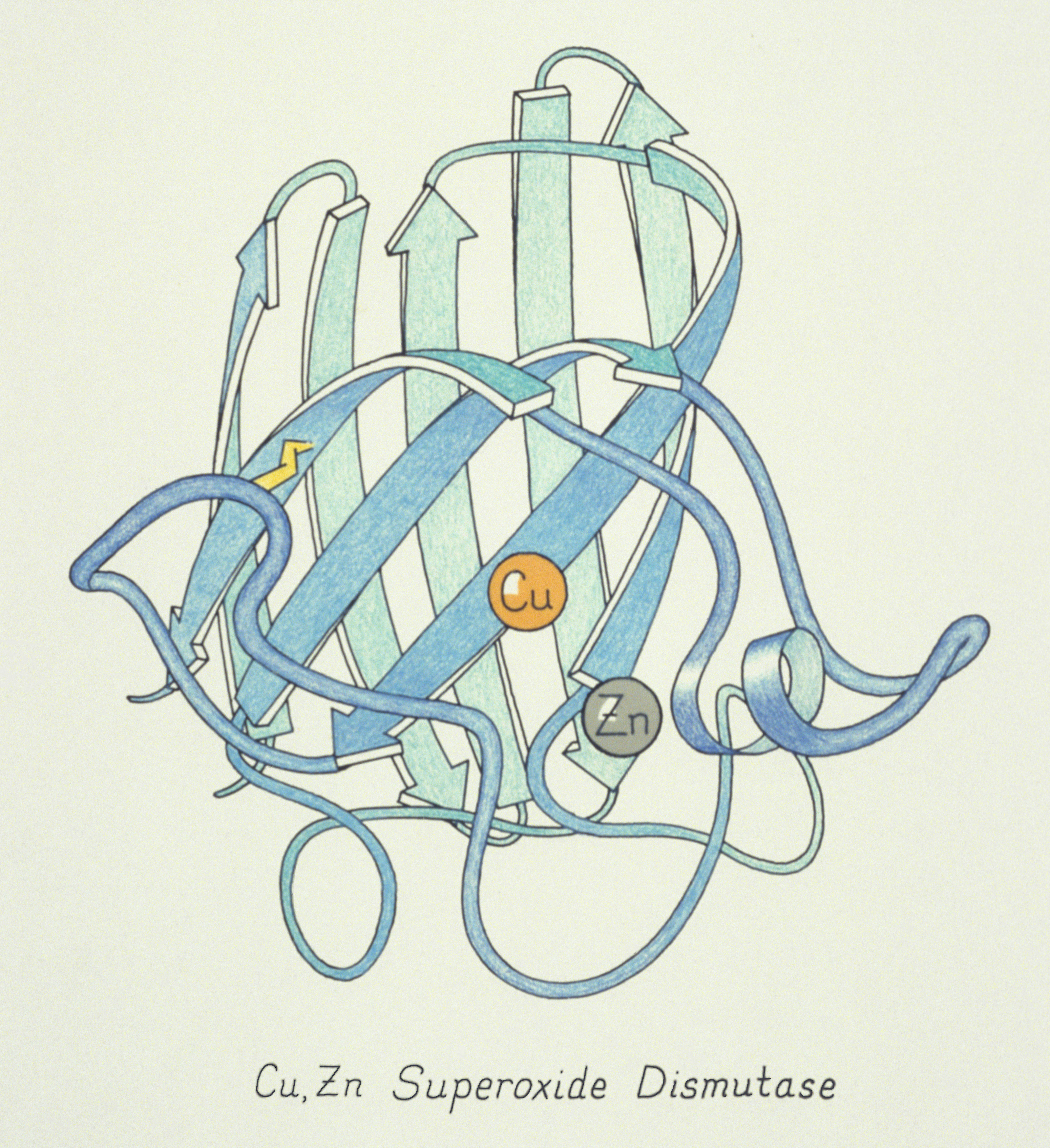
ウシ亜科のCu-Zn SODサブユニット

SODには金属補因子の種類により、Cu/Znタイプ（CuとZnの両方と結合する）、Fe・Mnタイプ（FeとMnのどちらかと結合する）、Niタイプ（Niと結合する）の3つのタイプに大別される。
- 銅/亜鉛 - 主に真核生物に使われるタイプ。事実上すべての真核細胞の細胞質基質はCu-Zn-SODを含む。市販されているCu-Zn-SODは通常はウシ亜科の細胞から精製されているものである。Cu-Zn-SODは分子量32,500のホモ二量体である。ウシ亜科のCu-Zn-SODは1975年に初めて構造が解明されたSODである[6]。8本のストランドがグリークキーでβバレルを形成した構造をしており、活性部位はバレルと表面ループとの間にある。2つのサブユニットは主に疎水的、静電気的相互作用により背中合わせに強く結合している。銅および亜鉛は6個のヒスチジンと1個アスパラギン酸側鎖に配位しており、1つのヒスチジンは2つの金属原子の間で共有されている[7]。

- 鉄/マンガン - 原核生物、原生生物およびミトコンドリア内で使われるタイプ。
  - 鉄 - E. coliと多くのバクテリアがFe-SODを含む。いくつかのバクテリアはFe-SODであるが、その他はMn-SODで、さらに両方含むものもある。Fe-SODは植物の色素体で見られる。立体構造ではFeおよびMn-SODは同じαヘリックスの配置を持ち、その活性部位のアミノ酸側鎖の配置も同じである。
  - マンガン - 鶏の肝臓のミトコンドリアと多くのバクテリアがMn-SODを含む。Mn-SODはヒトのミトコンドリアでも見られる。マンガンイオンの配位子は3個のヒスチジン側鎖、1個のアスパラギン酸側鎖と水またはヒドロキシ配位子で、マンガンの酸化数（IIとIII）に依存する[8]。

- ニッケル - 原核生物に含まれる。右巻きの4-ヘリックスバンドルからなる六量体構造で、それぞれニッケルイオンをキレートするN末端フックを含む。

### ヒト
ヒト（すべての哺乳動物と大部分の脊椎動物も）では3種のSODが存在する。SOD1は細胞質、SOD2はミトコンドリア、SOD3は細胞外空間に存在する。SOD1は2つのユニットからなる二量体であるが、他の2種は4つのユニットからなる四量体である。SOD1とSOD3は銅と亜鉛を含むのに対し、SOD2はマンガンを活性中心に持つ。